# Christiane Amanpour
Christiane Amanpour (in persiano کریستیان امانپور; Londra, 12 gennaio 1958) è una giornalista britannica.

## Biografia
Nata a Londra da madre britannica e padre iraniano, è cresciuta a Teheran. Visse in una condizione privilegiata sotto il regime dello Scià di Persia. All'età di undici anni tornò in Inghilterra per frequentare la Holy Cross Convent School, prima, e la New Hall School, poi, un'esclusiva scuola cattolica per ragazze. Dopo la Rivoluzione Islamica del 1979 la sua famiglia dovette fuggire dall'Iran. Christiane si trasferì negli Stati Uniti per studiare giornalismo presso l'Università del Rhode Island dove si laureò summa cum laude nel 1983.
Dopo il diploma lavorò a Providence (Rhode Island) per la WJAR, un'affiliata della NBC. Nel 1983 fu assunta dalla CNN. Nel 1989 venne inviata a Francoforte, in Germania, da dove seguì le rivoluzioni democratiche che si diffondevano all'epoca nell'Europa orientale. Fu tuttavia la sua copertura della Guerra del Golfo del 1990 che la rese famosa. Successivamente si occupò della Guerra in Bosnia ed Erzegovina e di numerose altre situazioni di conflitto, anche grazie ai servizi della camerawoman neozelandese della CNN Margaret Moth.
Dal 1992 al luglio del 2010, è stata capo corrispondente internazionale della CNN; dal 1º agosto 2010 è passata all'emittente rivale di proprietà della Disney, la ABC, dove le è stata affidata la conduzione del noto talk-show politico domenicale This Week. Nel 2012 è tornata a lavorare per CNN dove è tuttora uno dei volti di punta in particolare del canale CNN International.
Ha condotto interviste esclusive con leader mondiali quali Mohammad Khatami e Mahmud Ahmadinejad. Dopo l'11 settembre fu la prima corrispondente a intervistare Tony Blair, Jacques Chirac e il presidente pakistano Pervez Musharraf. Ha intervistato, fra gli altri, anche Hillary Clinton e Muʿammar Gheddafi.
Amanpour è considerata uno dei più autorevoli corrispondenti internazionali della televisione americana. La sua disponibilità a lavorare in pericolose zone di guerra l'ha resa uno dei giornalisti sul campo più pagati al mondo. Parla fluentemente inglese, francese e farsi. Secondo la rivista Forbes è tra le 100 donne più influenti del mondo.
Curiosità: Amanpour dopo essere stata citata più volte nel corso delle puntate della serie, ha partecipato come guest star interpretando se stessa, nell'ultimo episodio dell'ultima stagione di Gilmore Girls (Una mamma per amica nella versione italiana). Rory, che desidera diventare giornalista, ha occasione di conoscerla mentre Christiane è ospite nella locanda gestita dalla madre Lorelai e sostiene di essere una sua grande fan.

## Vita privata
Dal 1998 al 2018, Amanpour è stata sposata con lo statunitense James Rubin, ex segretario di Stato americano e portavoce del Dipartimento di Stato degli Stati Uniti durante l'amministrazione Clinton e consigliere informale dell'ex segretario di Stato americano Hillary Clinton e dell'ex presidente Barack Obama. Loro figlio, Darius John Rubin, è nato nel 2000. Avendo vissuto a Londra dal 2000, si sono trasferiti a New York city nel 2010, dove hanno affittato un appartamento nell'Upper West Side di Manhattan. Nel maggio 2013, Rubin ha annunciato che la famiglia sarebbe tornata a Londra per lavorare su diversi progetti, e nell'ottobre dello stesso anno, Amanpour ha dichiarato che lei e suo marito si sarebbero stabiliti a Londra in modo permanente: "In questo momento avrei dovuto dire che Londra è casa mia... La mia famiglia è in Inghilterra". Nel luglio 2018, Amanpour e Rubin hanno annunciato il divorzio. 
Amanpour è parente per matrimonio del generale Nader Jahanbani, che comandò l'aviazione imperiale iraniana per quasi 20 anni fino a quando non fu giustiziato dai rivoluzionari islamici nel 1979, e di suo fratello minore Khosrow, che era sposato con la principessa Shahnaz Pahlavi. Lo zio di Amanpour, il capitano Nasrollah Amanpour, era sposato con la sorella minore di Khosrow e Nader. 
Nel giugno 2021 Amanpour ha annunciato che le è stato diagnosticato un cancro alle ovaie, di aver subito "un importante intervento chirurgico di successo per rimuoverlo" e che si sottoporrà a diversi mesi di chemioterapia.